# Credit Karma
Credit Karma — американская многонациональная персональная финансовая компания, основанная в 2007 году, которая была брендом Intuit с 2020 года. Она наиболее известна как бесплатная платформа для управления кредитными и финансовыми операциями, но ее функции также включают бесплатную налоговую подготовку, мониторинг невостребованных баз данных и инструмент для выявления ошибок в области кредитного отчета. Компания работает в Соединенных Штатах, Канаде и Великобритании.

## История
Кеннет Лин запустил Credit Karma в 2007 году с соучредителями Райаном Грасиано и Николь Мустард. Сайт появился феврале 2008 года. Ранние инвесторы включали Криса Ларсона, генерального директора Prosper и Марка Лефановича, бывшего президента E-Loan.
В ноябре 2009 года Credit Karma закрыла серию A  получив 2,5 миллионов долларов США в раунде во главе с QED Investors при участии SV Angel, Felicis Ventures and Founders Fund. В 2013 году Credit Karma получила 30 миллионов долларов в серии B возглавленной Ribbit Capital и Susquehanna Growth Equity. В марте 2014 года Credit Karma получила 85 миллионов долларов в серии C, во главе с CapitalG с участием Tiger Global Management и существующими инвесторами.
30 декабря 2015 года Credit Karma приобрела мобильные уведомления у разработчика приложений Snowball за нераскрытую сумму. По состоянию на 2015 год Credit Karma получила 368,5 млн. долл. США при оценке в 3,5 млрд. долл. США.
В 2016 году Credit Karma приобрела денежный сервис Claimdog. 7 декабря 2016 года компания приобрела AFJC Corporation, чтобы ускорить свой выход на рынок налоговой подготовки. Компания также увеличила свою рабочую силу и открыла офисы в Лос-Анджелесе и Шарлотте, Северная Каролина.
14 марта 2018 года Credit Karma приобрела компанию Penny за нераскрытую сумму. 16 августа компания приобрела ипотечную платформу Approved за нераскрытую сумму.
В декабре 2020 года Intuit приобрела Credit Karma примерно за 7,1 млрд долларов.